# Menthus
Genre
Menthus est un genre de pseudoscorpions de la famille des Menthidae.

## Distribution
Les espèces de ce genre se rencontrent au Mexique et aux États-Unis.

## Liste des espèces
Selon Pseudoscorpions of the World (version 3.0) :
- Menthus californicus Chamberlin, 1930
- Menthus gracilis (Banks, 1909)
- Menthus mexicanus Hoff, 1945
- Menthus rossi (Chamberlin, 1923)

## Publication originale
- Chamberlin, 1930 : A synoptic classification of the false scorpions or chela-spinners, with a report on a cosmopolitan collection of the same. Part II. The Diplosphyronida (Arachnida-Chelonethida). Annals and Magazine of Natural History, sér. 10, vol. 5, p. 1-48 & 585-620.